# Coppa Florio

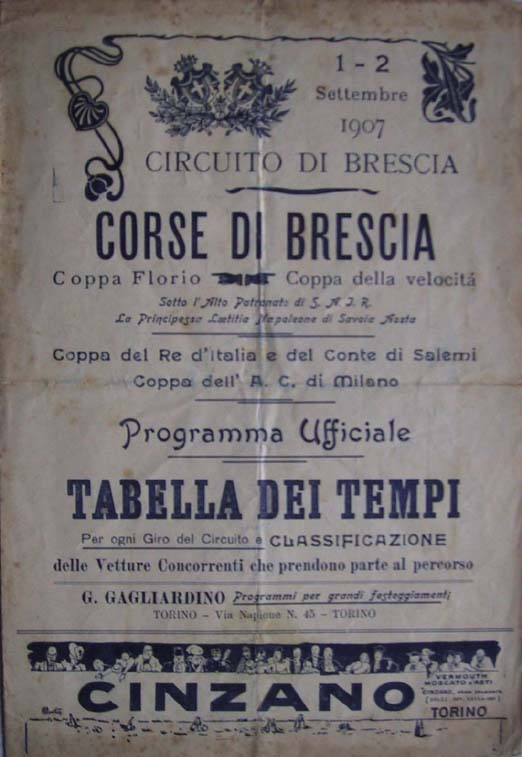
Cartel de 1907 anunciando la Coppa Florio el 1 de septiembre y la Coppa di Velocità el día 2

La Coppa Florio (o Copa Florio) fue una carrera de automóviles que se celebró por primera vez en Italia en 1900. Se le cambió el nombre en 1905, cuando Vincenzo Florio ofreció el premio inicial de 50.000 liras y una copa diseñada por Polak de París. La copa se otorgaría al fabricante de automóviles que obtuviera la mayor cantidad de victorias en las primeras siete carreras, comenzando con la carrera celebrada en 1905.
Las primeras siete carreras fueron ganadas por diferentes fabricantes, pero Peugeot ganó la octava carrera en 1925 y así aseguró la copa con su segunda victoria. Sin embargo, la competencia por la copa continuó después de que Lucien Rosengart, entonces director de Peugeot, se ofreciera a ponerla en juego nuevamente.
La carrera, organizada en Brescia, recorría la ruta Brescia-Cremona-Mantua-Brescia.
En 1908, la carrera utilizó el Circuito di Bologna: Bolonia-Castelfranco Emilia-Sant'Agata Bolognese-San Giovanni in Persiceto-Bolonia.
Después de 1914, la mayoría de las carreras de la Coppa Florio fueron coorganizadas con la Targa Florio en el circuito de esta prueba, disputada por carreteras de Palermo (Sicilia), recorriendo cuatro o cinco vueltas de 108 km cada una.
Únicamente en 1927 la carrera se trasladó a Saint-Brieuc, en honor a la segunda victoria de Peugeot en 1925. La carrera atrajo a equipos de toda Europa, así como a los Sunbeam de Gran Premio procedentes de Inglaterra, y vio competir a grandes pilotos como Sir Henry Segrave y Jean Chassagne.

## Relación de ganadores
Los ganadores fueron:
| Edición | Fecha                    | Circuito     | Ganador                  | Vehículo                   | Tiempo                     |
| ------- | ------------------------ | ------------ | ------------------------ | -------------------------- | -------------------------- |
| --      | 10 de septiembre de 1900 | Brescia      | Alberto Franchetti       | Panhard & Levassor 12 HP   | n/a                        |
| --      | 5 de septiembre de 1904  | Brescia      | Vincenzo Lancia          | Fiat 75 HP                 | 2*167 km=372.2 km in 3h12m |
| I       | 4 de septiembre de 1905  | Brescia      | Giovanni Battista Raggio | Itala (automóviles) 112 HP | 3*167 km=500.7 km in 4h46m |
| II      | 1 de septiembre de 1907  | Brescia      | Ferdinando Minoia        | Isotta Fraschini           | 8*60 km=485.7 km in 4h39m  |
| III     | 6 de septiembre de 1908  | Bologna      | Felice Nazzaro           | Fiat                       | 10*52 km=528.1 km in 4h25m |
| IV      | 31 de mayo de 1914       | Madonie      | Felice Nazzaro           | Nazzaro                    | 3*148 km=446.5 km in 8h11m |
| V       | 4 de septiembre de 1921  | Brescia      | Jules Goux               | Ballot 3L                  | 519 km in 3h35m            |
| VI      | 19 de noviembre de 1922  | Madonie      | André Boillot            | Peugeot                    | 432 km in 7h09m            |
| VII     | 27 de abril de 1924      | Madonie      | Christian Werner         | Mercedes-Benz TF           | 432 km in 6h32m            |
| VIII    | 3 de mayo de 1925        | Madonie      | André Boillot            | Peugeot                    | 540 km in 7h32m            |
| IX      | 25 de abril de 1926      | Madonie      | Bartolomeo Costantini    | Bugatti Type 35 T          | 540 km in 7h20m            |
| X       | 17 de julio de 1927      | Saint-Brieuc | Robert Laly              | Ariès                      | n/a                        |
| XI      | 6 de mayo de 1928        | Madonie      | Albert Divo              | Bugatti Type 35 B          | n/a                        |
| XII     | 5 de mayo de 1929        | Madonie      | Albert Divo              | Bugatti Type 35 C          | n/a                        |